# Icaia antera
Icaia antera är en insektsart som beskrevs av Blocker och Pedro W. Lozada 1993. Icaia antera ingår i släktet Icaia och familjen dvärgstritar. Inga underarter finns listade i Catalogue of Life.